# Hyphoderma gemmeum
Hyphoderma gemmeum är en svampart som först beskrevs av D.P. Rogers & K.J. Martin, och fick sitt nu gällande namn av Donk 1957. Hyphoderma gemmeum ingår i släktet Hyphoderma och familjen Meruliaceae.   Inga underarter finns listade i Catalogue of Life.